# کابل سیتی سنتر
کابل سیتی سنتر مرکز خریدی در شهرنو، کابل افغانستان واقع گردیده است. این مکان در سال ۲۰۰۵ افتتاح شده و ۱۰۰ مغازه را در خود گنجانیده است. این ساختمان مجهز به آسانسورها و پله‌های برقی است و به این دلیل که اولین ساختمان در کابل است که به پله‌های برقی کاربردی مجهز شده است، قابل توجه است. این ساختمان همچنین شامل هتل صافی لندمارک است، هتلی ۴ ستاره که شش طبقه بالای ده طبقه ساختمان را به خود اختصاص داده است. صفای لندمارک به یکی از معروف‌ترین هتل‌های کابل برای بازدیدکنندگان و خارجی‌ها تبدیل شده است. این ساختمان در معرض دو حمله تروریستی در سال‌های ۲۰۱۰ و ۲۰۱۱ قرار گرفت. در سال ۲۰۱۳، یک فروشگاه غیر رسمی اپل در این مرکز خرید گنجانده شد و مورد توجه رسانه‌ها قرار گرفت.